# Bosnia ed Erzegovina ai Giochi della XXX Olimpiade
La Bosnia ed Erzegovina ha partecipato ai Giochi della XXX Olimpiade di Londra che si sono svolti dal 27 luglio al 12 agosto 2012. È stata la 6ª partecipazione degli atleti bosniaci.
Gli atleti della delegazione bosniaca sono stati 6 (4 uomini e 2 donne), in 4 discipline. Alla cerimonia di apertura il portabandiera è stato il judoka Amel Mekić, mentre il portabandiera della cerimonia di chiusura è stato Kemal Mešić, atleta specializzato nel getto del peso.
La Bosnia ed Erzegovina non ha ottenuto alcuna medaglia, mancando la vincita del primo titolo ai giochi olimpici.

## Delegazione
| Sport            | Uomini | Donne | Totale |
| ---------------- | ------ | ----- | ------ |
| Atletica Leggera | 1      | 1     | 2      |
| Judo             | 1      | 0     | 1      |
| Tiro             | 1      | 0     | 1      |
| Nuoto            | 1      | 1     | 2      |
| Totale           | 4      | 2     | 6      |

## Risultati

### Atletica leggera
| Q | Qualificato al turno successivo per la posizione in qualificazione                                                           |
| q | Qualificato per il turno successivo per ripescaggio o, negli eventi su campo, conquistando la misura minima per qualificarsi |

#### Maschile
Eventi su campo
| Atleta      | Evento         | Qualificazioni | Qualificazioni | Finale          | Finale          |
| Atleta      | Evento         | Misura         | Posizione      | Misura          | Posizione       |
| ----------- | -------------- | -------------- | -------------- | --------------- | --------------- |
| Kemal Mešić | Getto del peso | 19,60 m        | 24°            | non qualificato | non qualificato |

#### Femminile
Eventi di corsa su pista e strada
| Atleta        | Evento   | Finale | Finale    |
| Atleta        | Evento   | Tempo  | Risultato |
| ------------- | -------- | ------ | --------- |
| Lucija Kimani | Maratona | DNF    | DNF       |

### Judo
Maschile
| Amel Mekić | -100 kg | Hwang H.-T. (KOR) P 0002–0021 | non qualificato | non qualificato | non qualificato | non qualificato | non qualificato | non qualificato | non qualificato |

### Nuoto
Maschile
| Atleta       | Evento      | Batterie | Batterie   | Semifinali      | Semifinali      | Finale          | Finale          |
| Atleta       | Evento      | Tempo    | Classifica | Tempo           | Classifica      | Tempo           | Classifica      |
| ------------ | ----------- | -------- | ---------- | --------------- | --------------- | --------------- | --------------- |
| Ensar Hajder | 100 m misti | 2'05"70  | 36º        | non qualificato | non qualificato | non qualificato | non qualificato |

Femminile
| Atleta         | Evento     | Batterie | Batterie   | Semifinali      | Semifinali      | Finale          | Finale          |
| Atleta         | Evento     | Tempo    | Classifica | Tempo           | Classifica      | Tempo           | Classifica      |
| -------------- | ---------- | -------- | ---------- | --------------- | --------------- | --------------- | --------------- |
| Ivana Ninkovic | 100 m rana | 1'14"04  | 41ª        | non qualificata | non qualificata | non qualificata | non qualificata |

### Tiro a segno/volo
Maschile
| Atleta         | Evento                       | Qualificazione | Qualificazione | Finale          | Finale          |
| Atleta         | Evento                       | Punteggio      | Classifica     | Punteggio       | Classifica      |
| -------------- | ---------------------------- | -------------- | -------------- | --------------- | --------------- |
| Nedžad Fazlija | Carabina 10 m aria compressa | 585            | 44º            | non qualificato | non qualificato |
| Nedžad Fazlija | Carabina 50 m 3 posizioni    | 1149           | 38º            | non qualificato | non qualificato |
| Nedžad Fazlija | Carabina 50 m a terra        | 587            | 45º            | non qualificato | non qualificato |